# Allmannsweiler

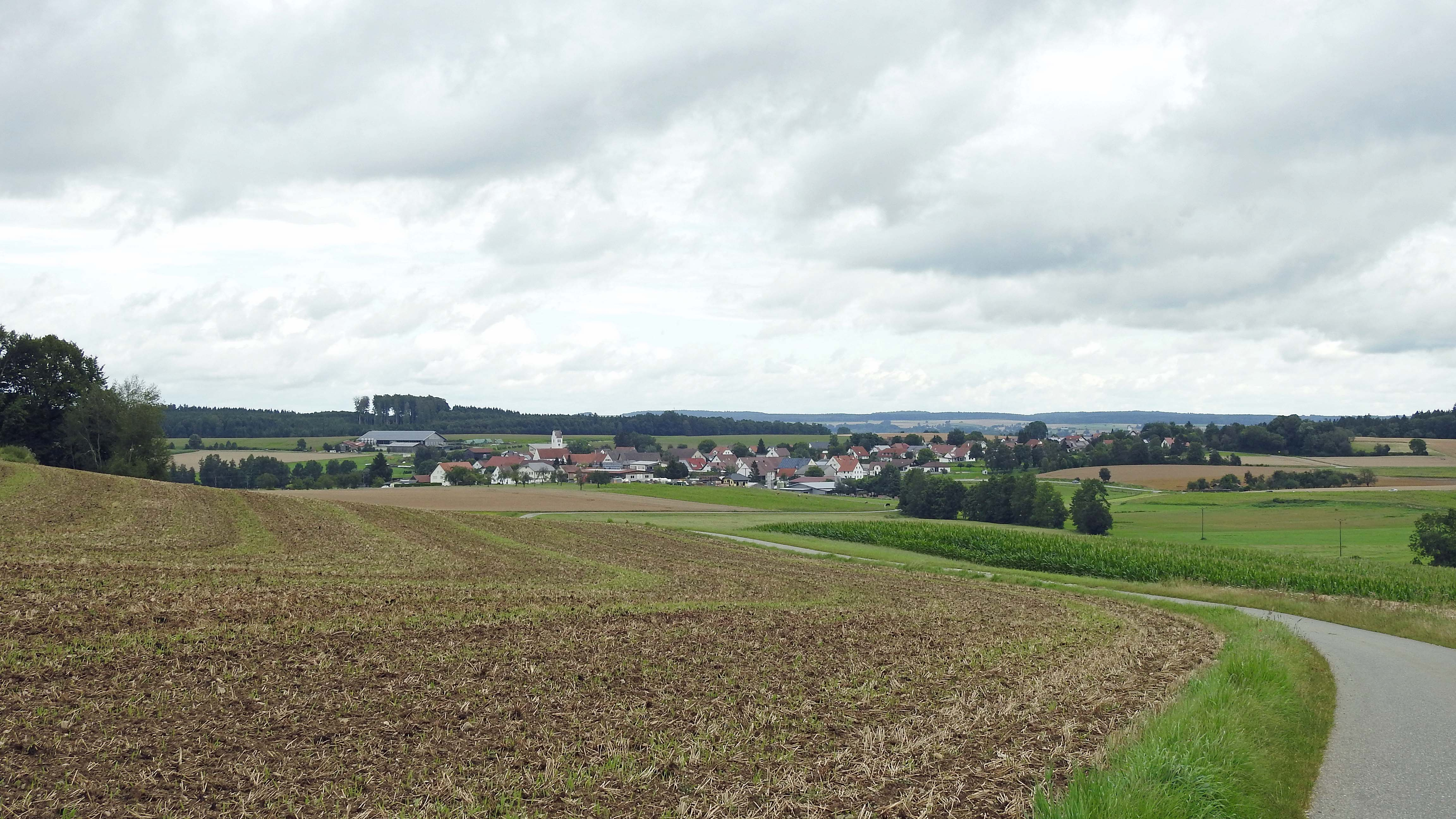
Allmannsweiler von Südwesten

Allmannsweiler ist eine kleine Gemeinde im Landkreis Biberach im Südosten von Baden-Württemberg.

## Geographie
Die Gemeinde liegt etwa 20 Kilometer südöstlich von Biberach an der Riß und 70 Kilometer südöstlich von Ulm, in einem hügeligen Moränengebiet am Rande des Federseebeckens im Tal des Bierstetter Bachs und in der Nähe des Bussen. Neben Allmannsweiler gibt es keine weiteren Ortsteile.

### Nachbargemeinden
Von Norden beginnend grenzt Allmannsweiler an die Stadt Bad Buchau, die Stadt Bad Schussenried und die Stadt Bad Saulgau im Landkreis Sigmaringen.

## Geschichte

### Vom Mittelalter bis zum Ende des alten Reichs
Die Siedlung wurde vermutlich im 8. Jahrhundert gegründet und urkundlich 1268 als „Albinswil“ erstmals erwähnt, 1292 wurde sie gesichert als „Almswiler“ genannt. Allmannsweiler gehörte zur Stadt Saulgau, kam mit dieser 1298 in den Besitz der Habsburger und war bis 1746 ein Teil Vorderösterreichs. In dieser Zeit gehörte der Ort zum Amt Bierstetten und war ab 1386 an die Truchsessen von Waldburg verpfändet, die ihn ab 1588 an die Grafen von Zimmern und die Herren von Königsegg weiterverpfändeten. 1746 übertrug das Haus Waldburg Besitz und Grundherrschaft an das Kloster Schussenried. Nach der Säkularisation 1803 kam der Ort mit dem Kloster zunächst an die Grafen von Sternberg-Manderscheid, die aber nie tatsächlich die Herrschaft ausübten und bereits 1814 den Besitz der württembergischen Krone überließen.

### Württembergische Zeit
Im Jahre 1806 wurde Allmannsweiler staatshoheitlich ein Teil des Königreichs Württemberg. Für mehr als ein Jahrhundert war der Ort dem Oberamt Saulgau zugeordnet. Die Verwaltungsreform während der NS-Zeit führte 1938 zur Zugehörigkeit zum neu umrissenen Landkreis Saulgau. Allmannsweiler wurde 1945 Teil der Französischen Besatzungszone und kam somit zum Nachkriegsland Württemberg-Hohenzollern, das 1952 im Bundesland Baden-Württemberg aufging. Seit der Kreisreform von 1973 gehört die Gemeinde zum Landkreis Biberach, hat aber kurioserweise nach wie vor die Saulgauer Postleitzahl. Wie weitere Gemeinden um den Federsee trat auch Allmannsweiler dem Gemeindeverwaltungsverband Bad Buchau bei.

### Religion
Die Pfarrei Heilig Kreuz wurde, wie der Ort, erstmals 1268(?) und sicher 1292 urkundlich genannt. Ursprünglich in Besitz des Stifts Buchau, wurde sie 1392 an das Kloster Schussenried verkauft. Die Gemeinde gehört heute als Filialkirchengemeinde zur Pfarrei St. Sebastian in Bad Schussenried-Reichenbach. Die Gemeinde ist Bestandteil der Seelsorgeeinheit Bad Schussenried im  Dekanat Biberach der Diözese Rottenburg-Stuttgart.
Die evangelischen Christen gehören zur Kirchengemeinde Bad Buchau im Kirchenbezirk Biberach der Evangelischen Landeskirche in Württemberg.

## Politik

### Gemeinderat
Der Gemeinderat von Allmannsweiler hat acht Mitglieder. Er besteht neben dem stimmberechtigten Bürgermeister als Vorsitzendem aus ehrenamtlichen Gemeinderäten. Bei der Kommunalwahl am 26. Mai 2019 wurde der Gemeinderat durch Mehrheitswahl gewählt. Eine solche findet statt, wenn kein oder nur ein Wahlvorschlag eingereicht wurde. Die Bewerber mit den meisten Stimmenzahlen sind dann gewählt. Die Wahlbeteiligung betrug 73,6 % (2014: 63,1 %).

### Wappen
| Wappen der Gemeinde Allmannsweiler | Blasonierung: „In Grün ein durchgehendes, gegratetes goldenes (gelbes) Kreuz mit erhöhtem Balken.“ |
| Wappen der Gemeinde Allmannsweiler | Wappenbegründung: Das goldene Kreuz bezieht sich auf das Heilig-Kreuz-Patrozinium der Pfarrkirche in Allmannsweiler. An den von der Landwirtschaft geprägten Charakter dieser Gemeinde soll der grüne Schildgrund des Gemeindewappens erinnern. Das Landratsamt Biberach hat der Gemeinde am 23. März 1982 das Wappen samt der Flagge verliehen. |

## Wirtschaft
Der Ort ist stark landwirtschaftlich geprägt.

## Sehenswürdigkeiten

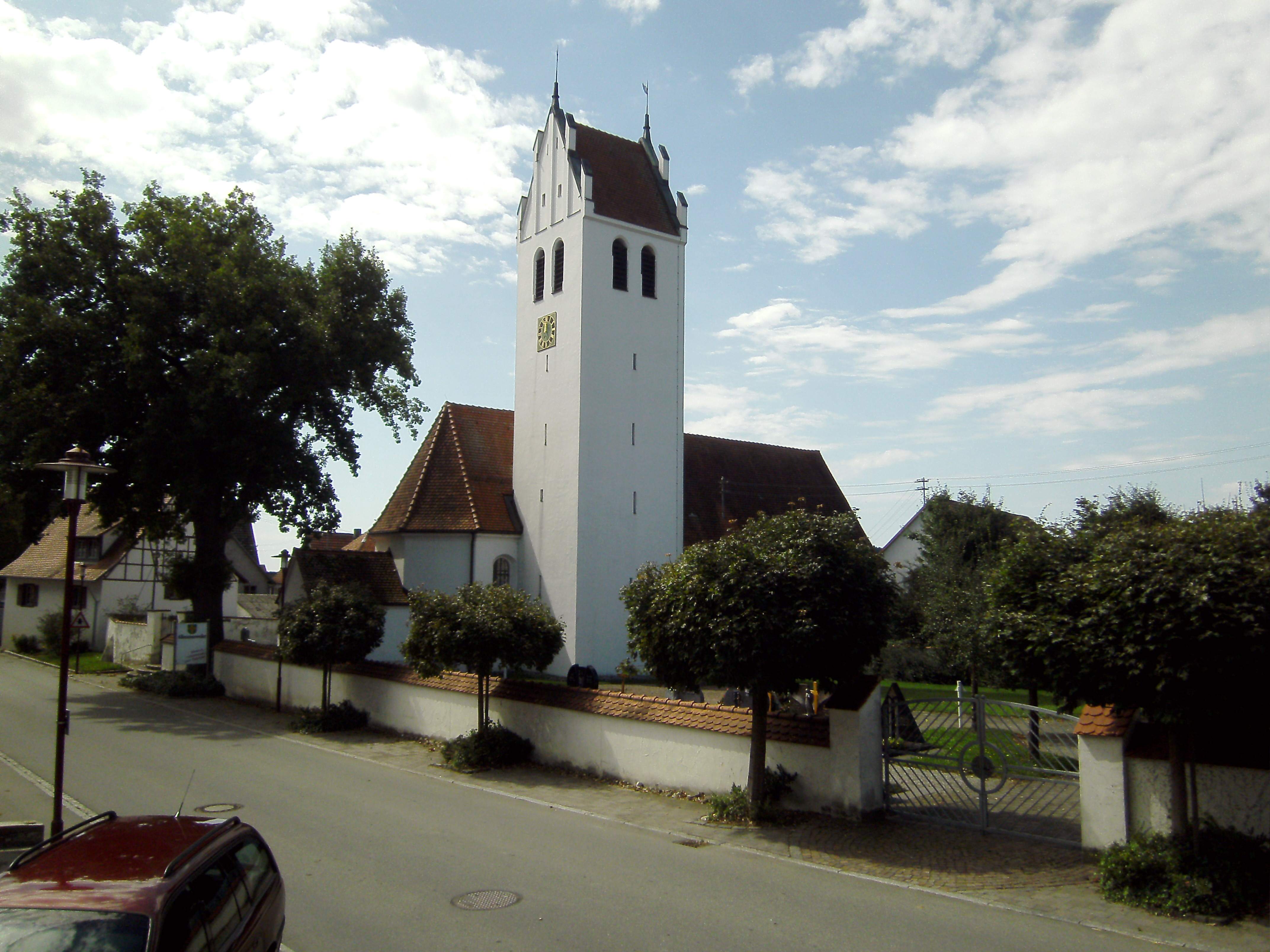
Kirche Zum Heiligen Kreuz

- Katholische Filialkirche Zum Heiligen Kreuz, gotische Kirche, vermutlich 1392 errichtet, mit gotischem Turm von 1516–1517, 1737 im Stil des Barock umgebaut, 1825–1826 erweitert, 1969 renoviert.
Ausstattung: Taufstein um 1600, Hochaltarbild (zweite Hälfte des 17. Jahrhunderts), Kreuzigungsgruppe (Maria und Johannes, zweite Hälfte des 17. Jahrhunderts), Strahlenmonstranz (Mitte der 1740er Jahre), weitgehend erhaltene Orgel von Alois Späth (1870), außen Gedenktafel für Gefallene des Russlandfeldzugs 1812.
- Wegkapelle an der Straße von Allmannsweiler zum Ottobeurer Hof.